# 三橋村 (岐阜県)
三橋村（みつはしむら）は、かつて岐阜県本巣郡にあった村。

## 沿革
- 1889年（明治22年）7月1日 - 町村制施行に伴い席田郡三橋村が村制施行し、三橋村が発足。
- 1897年（明治30年）4月1日[2] - 郡の統合により本巣郡に所属。
- 1897年（明治30年）4月1日 - 石原村・上保村・加茂村・北野村・郡府村・芝原村・春近村・仏生寺村と合併し、席田村となる。同日三橋村廃止。